# Syncordulia gracilis
Syncordulia gracilis – gatunek ważki z rodziny Synthemistidae. Zamieszkuje Południową Afrykę (RPA). Dwie osobne populacje występują w Prowincji Przylądkowej Zachodniej i Prowincji Przylądkowej Wschodniej; w prowincji KwaZulu-Natal prawdopodobnie wymarł.
Imago lata od połowy września do końca marca. Długość ciała 43–45 mm. Długość tylnego skrzydła 27,5–28,5 mm.